# Volksbank Nordhümmling
Die Volksbank Nordhümmling eG ist eine Genossenschaftsbank mit Sitz in der niedersächsischen Gemeinde Börger im Landkreis Emsland.

## Geschichte
Die heutige Volksbank Nordhümmling eG wurde als Spar- und Darlehnskasse Börger in Börger gegründet und entstand 1997 aus der Fusion der Spar- und Darlehnskasse Börger eG mit der Volksbank Esterwegen eG mit Sitz in Esterwegen.

## Rechtsverhältnisse
Die Volksbank Nordhümmling eG ist im Genossenschaftsregister beim Amtsgericht Osnabrück unter GnR 120014 eingetragen.

## Organisationsstruktur
Rechtsgrundlagen sind das Genossenschaftsgesetz und die durch die Generalversammlung beschlossene Satzung. Organe der Bank sind der Vorstand, der Aufsichtsrat und die Generalversammlung.

## Sicherungseinrichtung
Die Volksbank Nordhümmling eG ist der amtlich anerkannten Sicherungseinrichtung des Bundesverbandes der Deutschen Volksbanken und Raiffeisenbanken GmbH und der zusätzlichen freiwilligen Sicherungseinrichtung des Bundesverbandes der Deutschen Volksbanken und Raiffeisenbanken e.V. angeschlossen.

## Geschäftsausrichtung
Die Volksbank Nordhümmling eG betreibt das Universalbankgeschäft. Im Verbundgeschäft arbeitet sie mit der DZ Bank, R+V Versicherung, Bausparkasse Schwäbisch Hall, Teambank, VR Leasing, DZ Hyp und der Union Investment zusammen.

## Geschäftsgebiet
Das Geschäftsgebiet liegt im Norden des Landkreises Emsland.
An diesen Orten betreibt die Bank Filialen:
- Börger (Hauptstelle, jur. Sitz)
- Surwold (Geschäftsstelle)
- Esterwegen (Geschäftsstelle)